# Morti nel 1435
| Questa pagina contiene informazioni ricavate automaticamente dalle voci biografiche con l'ausilio del template Bio e di un bot. L'aggiornamento è periodico e automatico e ricostruisce completamente la pagina. Se manca una persona in questa lista, sei pregato di non aggiungerla, ma accertati piuttosto che la sua voce biografica contenga il template Bio e che i dati anagrafici siano correttamente compilati. Se il template Bio manca, inseriscilo tu stesso o, in alternativa, metti l'avviso {{tmp\|Bio}} che ne segnala la mancanza. Se i dati riportati sono sbagliati, correggi direttamente la voce biografica; le modifiche saranno visibili in questa lista entro pochi giorni. Per chiarimenti vedi il progetto biografie. La lista contiene solo le 37 persone che sono citate nell'enciclopedia e per le quali è stato implementato correttamente il template Bio. Pagina aggiornata al 10 feb 2025. |

- 31 gennaio - Xuande, imperatore cinese (n. 1398)
- 2 febbraio - Giovanna II di Napoli, regina (n. 1371)
- 18 marzo - Amerigo Corsini, arcivescovo cattolico italiano
- 20 marzo - Niccolò Mauruzi da Tolentino, nobile e condottiero italiano
- 24 marzo - Marsilio da Carrara di Francesco Novello, condottiero italiano
- 17 maggio - Barbara di Legnica, nobildonna polacca (n. 1384)
- 26 maggio - Battista Chiavelli, politico italiano (n. 1385)
- 12 giugno - John FitzAlan, XIV conte di Arundel, militare britannico (n. 1408)
- 14 luglio - Angelina di Marsciano, religiosa italiana (n. 1357)
- 26 luglio - Gerasimo di Kiev
- 21 agosto - Julián Lobera y Valtierra, presbitero spagnolo
- 23 agosto - Niccolò Fortebraccio, nobile e condottiero italiano (n. 1389)
- 30 agosto - Paolo di Santa María, rabbino, teologo e vescovo cattolico spagnolo
- 1º settembre - Frank Kirskorf
- 12 settembre - Guglielmo III di Baviera, nobile (n. 1375)
- 14 settembre - Giovanni Plantageneto, I duca di Bedford, nobile britannico (n. 1389)
- 17 settembre - Gregorio Dati, mercante e scrittore italiano (n. 1362)
- 24 settembre - Isabella di Baviera, regina
- 9 ottobre - Paweł Włodkowic, giurista e diplomatico polacco
- 12 ottobre - Agnes Bernauer, tedesca
- 16 dicembre - Eleonora d'Alburquerque, regina (n. 1374)
- 23 dicembre - Anton Galeazzo Bentivoglio, nobile e condottiero italiano
- 30 dicembre - Bona di Berry, nobile francese
- 'Abd ul-Qadir Marâghî, compositore, poeta e calligrafo persiano (n. 1353)
- Antonio I Acciaiuoli, nobile italiano
- Opicino Alciati, condottiero italiano
- Antonio Baboccio da Piperno, abate, pittore e scultore italiano (n. 1351)
- Cataldino Boncompagni, giurista italiano (n. 1370)
- Francesco di Valdambrino, scultore italiano (n. 1363)
- Pietro Gambacorta, religioso italiano (n. 1355)
- Pellegrino di Giovanni, pittore italiano
- Zygmund Korybut, teologo e nobile lituano
- Jean de La Baume, militare francese
- Marco V di Alessandria, arcivescovo ortodosso egiziano
- Kara Osman, sovrano turkmeno
- Cosma Raimondi, umanista italiano (n. 1400)
- Sabbazio di Solovki, monaco cristiano russo